# Montcalm (croiseur cuirassé)
Pour les autres navires du même nom, voir Montcalm (navire).
Le Montcalm est un croiseur cuirassé de la marine française de classe Gueydon.
Il porte le nom de Louis-Joseph de Montcalm (1712-1759).

## Histoire
Il fut lancé des Forges et Chantiers de la Méditerranée à La Seyne-sur-Mer. Le Montcalm a fait son voyage inaugural pour convoyer le président de la République française Émile Loubet en Russie, à Kronstadt, pour recevoir à son bord le tsar Nicolas II pour déjeuner le 23 mai 1902.
En 1906, il perd une hélice en Méditerranée ; réparé à Bizerte, il retourne à Brest. Puis il retourne en campagne en Extrême-Orient. Au déclenchement de la Première Guerre mondiale, il est le navire amiral de la flotte française d’Extrême-Orient. Il participe à la prise de possession des Samoa allemandes par la Nouvelle-Zélande le 29 août 1914 et effectue des tirs d'artillerie le 23 septembre contre Friedrich Wilhelmshafen lors de la prise de possession de la Nouvelle-Guinée allemande.
Le 17 février 1915, à la demande des Britanniques, il participe à Singapour à la répression d'une rébellion de la moitié des compagnies du 5e régiment d'infanterie légère de l'Armée des Indes gagnées par la propagande nationaliste anti-britannique du parti Ghadar (Rébellion).
En 1921, il repart pour Singapour. Il convoya le maréchal Joseph Joffre quatre mois durant sa visite en Asie.
Il a été déclassé le 28 octobre 1926 pour devenir navire-école du Groupe Armorique et prit le nom de Trémintin en 1934.
Au début de la Seconde Guerre mondiale il est basé à Brest et sabordé le 18 juin 1940, la veille de l'entrée des troupes allemandes dans la ville, avant d'être définitivement détruit en 1943.

## Personnalités ayant servi à son bord
- Marcel Henri Alphonse Fontaine (1900-1942), en qualité d'aspirant de 1920 à 1922.
- Georges Emmanuel Joseph Duc (1870-1925), porte pavillon du contre amiral Félix Thomine (1866-1941) commandant la Division navale d'Extrême-Orient en 1920.
- Jacques Hector Moreau, (1884-1962), premier embarquement en sortie de l'Ecole Navale.

### Note et référence
1. ↑  Sylvette Boubin-Boyer, « La présence navale française dans le Pacifique 1914 - 1918 - Des actions conjointes franco-britanniques pour s’emparer des colonies allemandes », sur Collectif de Recherche International et de Débat sur la guerre de 1914-1918